# Xenochodaeus planifrons
Xenochodaeus planifrons es una especie de coleóptero de la familia Ochodaeidae.

## Distribución geográfica
Habita en Arizona y Texas (Estados Unidos).